# 接峰面図
接峰面図（せっぽうめんず、英語: summit level map）は、小規模な谷を消去して描かれる仮想的な等高線図のこと。切峰面図とも。日本では地形学の分野において、戦前から断層の研究に用いられてきた。

## 概要
接峰面（地表の一定区間内ごとの最高点に接する仮想面）を表示した地図。
山地の地形の読図には地形図が有用であるが、実際の地形には尾根や谷が発達しているため概形の把握が難しいことが多い。接峰面図は、これらの低い尾根や谷を無視し、高度の大きい尾根だけに注目することで、概形の把握がしやすくなる。概形の把握は山地の形成過程や地質構造を反映している場合が多く、とくに中地形類の理解に重要だとされる。
接峰面図のイメージとしては、地形模型に薄い布を被せたものが想像できる。接峰面図の等高線は、通常の地形図の等高線より単調になり、谷の侵食（開析）がはじまる以前の地形の原形を示していると考えられる。地形の概形把握のほか、断層の可能性のある直線的な崖を見つけることも容易になる。
接峰面図は地形図をもとに以下の方法で作成される。ただし、接峰面図の等高線1本1本の屈曲にはほとんど意味がなく、どの方法によっても等高線の描き方には個人差が生じてしまう。しかし、等高線群の全体的な配置から山地の概形を把握することが肝要であり、ダム建設計画などで接峰面図を利用する際はなるべく広範囲のものを作成した方がよいとされる。

## 作成方法
方眼法、谷埋法、復旧法などがある。接峰面図の大まかさは基準とする方眼や谷幅基準幅に制約され、一般的にこれらの大きさは高度成長曲線の変曲点で決められる。

### 方眼法（グリッド法）
最も一般的な方法。地形図に一定面積の方眼をかけ、各方眼内の最高点をとり、それらをもとに内挿法（比例配分法）で等高線を引くもの。方眼を大きくするほど相対的に低い尾根や小さな谷が消えるため、大まかな概形を示す接峰面図が描ける。細かい地形判読や地質構造の予察を目的とする場合は、谷埋法より方眼法の方が使いやすいとされる。また、方眼法は山頂の高さとその分布状態の把握に効果がある。
作図するときは、等高線ができるだけなだらかに曲るように描くこと、尾根の部分を描くときに複数の突起部を一連の尾根面として描くか、分離した峰として描くかは原図を参照して決めること、谷や低地の部分を描くときには、原図を十分に参照しながら自然な地形を表現するように描くことなどに留意する必要がある。
方眼法においては、複数の成長曲線の変曲点付近の円半径のうち最大のものを方眼の一辺とするが、これは変曲点より大きな方眼をとれば、方眼の大小にあまり影響を受けずにほぼ一定の接峰面図になるからである。しかし、厳密に方眼の大きさを決めても接峰面の作成目的からみて解釈に大差は生じないので、普通は500メートル方眼か1キロメートル方眼を使用する。

### 谷埋法（埋谷法）
一定の谷幅より狭い谷を埋めたと仮定して等高線を描き直す方法。方眼法の接峰面図と区別して埋積接峰面図（または谷埋接峰面図）とよばれる。作成が比較的容易であり、所要時間も方眼法より少なくて済むところから、広域的な地形の概観には谷埋法を使用する場合が多い。例えば地質調査所（現・地質調査総合センター）発行の地域地質の説明書でしばしば使用されており、また新しい火山地域などでは谷埋法の方が早く地形の復元にも便利である。さらに、斜面の状態が詳しく表現され、台地面や段丘面の復元に有効だとされる。しかし、谷地形が不鮮明になり谷埋め幅の関係で谷が消えてしまったり、等高線が不自然に屈曲し平坦面の広がりや遷急線の存在もはっきりしないなど局地的な地形判読の使用にはいくつかの問題がある。

#### 基準幅谷埋法
基準幅に目盛りをつけた定規を谷の一般的方向に直交するように置き、谷を表す計曲線（50メートルまたは100メートルごと）の示す谷幅が基準幅になっている所に直線を引いて短絡させる方法。これによって、基準幅より小さな谷が全て埋められ接峰面の等高線が描けるが、円弧谷埋法よりも個人差が含まれる。

#### 円弧谷埋法
一定の基準半径をもつ円を谷側から等高線に外接させて円弧を描く方法。円形ステンシルを使えば容易に、かつ基準幅谷埋法と異なって客観的に描ける。しかし、実際の地形の概観的特徴とはイメージ的に適合しないことが多く、めったに作成されない。

## 活用史
接峰面を日本独自の地形研究法として確立したのは地理学者の岡山俊雄である。岡山は接峰面から、赤石山地の隆起軸の東側に逆断層の存在を推定し、1928年に「切峰面による釜無・赤石二山地の研究」の後半部を地理学評論で発表。翌年に現地で逆断層の露頭を見出し、フォッサマグナの西縁にある断層を最初に発見する。1930年には方眼法によって中部地方全域の接峰面図を完成させ、それをもとに地形構造を考察した。1940年頃には東北地方の接峰面図の作成に取り掛かり、26年かけて日本全国の接峰面図（5万分の1地形図を南北に8等分、東西に10等分して、各区分の最高点高度を読み、その位置を20万分の1地勢図に写して間隔100メートルの等高線を描いたもの）を1952年に完成させる。それをもとに、接峰面の高さの食い違う部分、土地の隆起量の急変部、土地の隆起と沈下の境界などを求め、高度不連続線の分布パターンに注目し、日本列島の地形の配列方向に規則性のあることを明らかにした。とくに接峰面図に現れた阿寺断層に着目し、1958年には地形測量を自ら行って河成段丘群の変位を明らかにした。この研究は今日の活断層研究の先駆けとなったものである。
これに続いて田中操は、岡山よりも更に広い20キロメートル平方の区画を使用して接峰面図（図には山地と低地が交互に配列するうねりのような山地地形が現れている）を作成した。全国の接峰面図については活断層研究会の付図の1/100万図も代表的である。
1990年代からは、紙地図をベースとした研究と異なり数値地形モデル（DEM）から接峰面を作成する手法の研究や、それを利用した地形の研究が行われている。例えば、神谷泉は三角形埋谷法により、飯倉善和はスプライン法の原理によりDEMから接峰面を作成する手法を提案している。また、DEMから計算した接峰面とDEMの差から、政春尋志・菱山剛秀は谷地形を抽出して火山ガスが滞留しやすい地形を見出し、中山大地は地形の侵食量を推測している。
他方で、藤井紀之は通常の地形判読には空中写真が使用されており、接峰面図は時に広域的な考察に使用される以外、「ほとんど忘れられた手法である」と指摘している。例外的に鈴木隆介が養老山を例として接峰面図から地形の特徴を把握し形成過程について考察しているが、このような積極的な取り上げ方はむしろ稀であるという。藤井は、接峰面図の読図の大まかな基準として小起伏面・山系の伸び・連続性のある斜面と傾斜変換線・谷地形とその伸びを列挙し、これらの組み合わせから、隆起地塊・傾動地塊・予想される断層またはリニアメントとその変位・浸食のステージなどが推定できるとして、地形判読への接峰面図の活用を推奨している。

## 関連する図

### 接谷面図
接峰面とは逆に、方眼内の最低点をとるか、尾根を一定幅まで切り取るような等高線を描けば接谷面図が得られる。接谷面図からは、①分水嶺両側の侵食基準面の高さや分水嶺の移動、②谷の縦断図に現われる遷急点の存在、③複数の侵食面の存在、④地塁・傾斜地塊・地溝の存在などを推察できる。このように、山地の侵蝕による解体状況や地下水のあり方を考えるのに役立つが、解釈が難しく作成例は少ない。

### 復旧図
谷の両側に残存する平滑な斜面の等高線を基準にして同心円的な等高線で谷を埋め、侵蝕される前の地形を復旧した図。接峰面図と区別されるが、地形の概形を示す点では同じであり、元の地形を復元する点で接峰面図より優れている。成層火山など火山原面、扇状地起源の段丘面、海成段丘面群、多数の山頂小起伏面が存在する山地や丘陵、地すべり発生前の地形などの旧地形の復元に適用される。主観的な表現方法なので、開析谷が狭い場合のみ有意義な図を描くことができ、地形に関する十分な理解なしに作成すると錯覚する恐れがある。